# Ministère du Commerce (France)
Pour les articles homonymes, voir Ministère du Commerce et Ministère du Tourisme.
Le ministère du Commerce est un ministère français qui existe pendant la plus grande partie du XIXe siècle, à partir de la fin de l'Empire et la plus grande partie du XXe siècle. L'intitulé du ministère a changé à plusieurs reprises, et le commerce s'est trouvé rattaché à plusieurs ministères, ne figurant pas toujours en première position, de sorte que l'histoire du ministère du Commerce se confond avec celle d'autres ministères, particulièrement celui de l'Industrie. À plusieurs reprises, notamment au milieu de la Cinquième République, les attributions relatives au commerce ont plutôt été confiées à un secrétariat d'État.
Depuis le 23 décembre 2024 le portefeuille est détenu par Véronique Louwagie, ministre déléguée auprès du ministre de l'Économie, des Finances et de la Souveraineté industrielle et numérique, chargée de l'Artisanat, du Commerce, des Petites et Moyennes entreprises et de l’Économie sociale et solidaire.

## Histoire
Les deux premières créations d'un ministère du Commerce sont assez éphémères. Un premier ministre des Manufactures et du Commerce est nommé par Napoléon Ier le 16 janvier 1812 afin d'alléger la charge du ministère de l'Intérieur notamment dans l'application du blocus continental et reste en place jusqu'au 20 novembre 1813. Le ministère est recréé à la fin de la Restauration, le 29 janvier 1828, sous l'intitulé de « ministère du Commerce et des Manufactures ». Il est toutefois supprimé le 19 mai 1830. 
Le 13 mars 1831, il est recréé sous le nom de « ministère du Commerce et des Travaux publics ». L'ordonnance du 17 mars 1831 confie au ministère du Commerce plusieurs attributions précédemment du ressort du ministère de l'Intérieur : commerce, agriculture, industrie, travaux publics (y compris les transports), mais aussi les hôpitaux et les prisons, l'imprimerie et la librairie, les bibliothèques, les théâtres, les sociétés savantes. 
Une ordonnance du 11 octobre 1832 modifie ses attributions : l'administration départementale et municipale, le personnel des préfets et sous-préfets, l'organisation de la Garde nationale, ainsi que « les affaires militaires dans lesquelles intervient l'autorité civile » relèvent désormais de lui. En revanche, les sociétés savantes, les bibliothèques et des établissements d'enseignement spécialisés sont attribués au ministère de l'Instruction publique et les affaires de librairie et d'imprimerie reviennent au ministère de l'Intérieur. 
Le 4 avril 1834, le ministère reprend le titre de ministère du Commerce et, le 6 avril, la répartition des affaires avec le ministère de l'Intérieur est clarifiée : le ministère du Commerce conserve les lois de douane, le commerce, l'agriculture et l'industrie ainsi que les statistiques qui s'y rapportent, les chambres de commerce, les professions industrielles, la propriété industrielle, les sociétés anonymes et les foires et marchés. 
Le reste, personnel des préfectures, administration territoriale, Garde nationale, administration des hospices, travaux publics, ponts et chaussées, beaux-arts, théâtres et archives, reviennent à l'Intérieur. Cette nouvelle répartition est plus durable.
Le 22 février 1836, le ministère redevient ministère du Commerce et des Travaux publics, puis, le 19 septembre, « ministère des Travaux publics, de l'Agriculture et du Commerce ».  
Trois ans plus tard, le 12 mai 1839, les Travaux publics sont disjoints du ministère qui prend alors le nom de « ministère de l'Agriculture et du Commerce ». Ce nouvel intitulé, plus stable, demeure de 1839 à 1852 puis de 1869 jusqu'au 14 novembre 1881. En 1852, les attributions concernant l'agriculture et le commerce sont reprises par le ministère de l'Intérieur, puis, entre 1853 et 1869, des Travaux publics. Le 14 novembre 1881, un ministère de l'Agriculture est instauré, tandis que le Commerce est confié à un ministère du Commerce et des Colonies, qui ne dure que quelques mois, après quoi le ministère devient simplement ministère du Commerce. 
Le 7 janvier 1886, le ministère devient « ministère du Commerce et de l'Industrie » ; ce changement d'intitulé traduit l'intérêt porté aux questions industrielles, mais ne constitue pas de changement dans les attributions du ministère, qui en était déjà chargé.Au ministère sont ajoutés successivement, de 1889 à 1893, les Colonies, puis, de 1893 à 1906, les Postes et télégraphes, partie d'administration relevant d'un sous-secrétaire d'État. En 1906, pour satisfaire en partie les revendications ouvrières, le ministère change d'intitulé le 14 mars, pour devenir le « ministère du Commerce, de l'Industrie et du Travail ». Toutefois, dès le 25 octobre de la même année, un ministère du Travail autonome est créé.
Le ministère du Commerce et de l'Industrie reçoit à nouveau la compétence sur les télégraphes et téléphones de 1913 à 1920, de mars à juin 1924, et de 1926 à 1928. À deux reprises, le ministère est élargi à d'autres compétences (Commerce, Industrie, Agriculture, Travail, Postes et Télégraphes sous le 6e ministère Briand ; Commerce, Industrie, Postes, Télégraphe, Transport maritime et Marine marchande sous le 2e ministère Clemenceau).
Le 13 décembre 1930, est créé un « ministère de l'Économie nationale, du Commerce et de l'Industrie », mais cette première initiative ne dure que jusqu'au 27 janvier 1931. Le ministère du Commerce et de l'Industrie revient alors, même si certains gouvernements comportent également un ministère de l'Économie nationale. De février à juin 1932, le ministère prend le nom de ministère du Commerce, des Postes, Télégraphes et Téléphones. Hors ces deux exceptions, le ministère reste ministère du Commerce et de l'Industrie jusqu'en 1936, date à laquelle il devient ministère du Commerce.
La Seconde Guerre mondiale modifie l'organisation du ministère. Devenu « secrétariat d’État à la Production industrielle » en 1940, il s'organise avec des services horizontaux chargés de questions communes à toutes les branches de l'économie, et des services techniques contrôlant chaque industrie, répartis entre un secrétariat général à l’Énergie et un secrétariat général à l'Industrie et au Commerce intérieur. Après la Libération, en 1944, cette organisation est conservée.
Au lendemain de la Seconde Guerre mondiale, le ministère disparaît sous ce nom, les gouvernements comprenant d'une part un ministère chargé de la Production industrielle, d'autre part un ministère de l'Économie nationale. Un ministère de l'Industrie et du Commerce réapparaît au début de la Quatrième République jusqu'au 11 août 1951. 
De 1952 à 1953, les deux éléments sont dissociés, avec d'un côté le ministère de l'Industrie et de l'Énergie, de l'autre le ministère du Commerce et des Relations économiques extérieures, puis du Commerce seulement. 
Le ministère de l'Industrie et du Commerce renaît le 8 mars 1952 et jusqu'au 1er août 1956, où il devient secrétariat d'État sous l'autorité du ministère des Affaires économiques et financières avant de redevenir un ministère à part entière le 6 novembre 1957.
Le 17 novembre 1959, le ministère de l'Industrie et du Commerce devient simplement ministère de l'Industrie. 
Après plus d'une décennie d'éclipse, le ministère réapparaît sous le nom de « ministère du Commerce et de l'Artisanat » en juillet 1972 sous le 1er gouvernement Messmer. Cette situation se poursuit jusqu'en 1983, sauf sous le gouvernement Messmer 3 qui comprend un ministère de l'Industrie, du Commerce et de l'Artisanat. Il est ensuite remplacé par un ministère du Commerce, de l'Artisanat et du Tourisme de 1984 à 1986.
Le ministère disparaît en tant que ministère autonome en juin 1986 ; le commerce relève alors de ministres délégués placés sous l'autorité d'un autre ministre, de l'Économie, de l'Industrie ou du Commerce extérieur, et ce jusqu'en 1995. Il réapparaît alors sous le nom de ministère des PME, du Commerce et de l'Artisanat jusqu'en juin 1997, époque à laquelle il disparaît définitivement, ses attributions passant à des secrétaires d'État.

## De 2015 à 2017

### Missions et attributions
De juin 2015 à mai 2017, le secrétaire d'État chargé du commerce, de l’artisanat, de la consommation et de l'économie sociale et solidaire a pour mission de préparer et mettre en œuvre la politique du Gouvernement en matière d'artisanat, de commerce, de consommation, d'économie sociale et solidaire et de tourisme.
Il veille au développement du secteur de l'artisanat et du commerce. Il exerce la tutelle du réseau des chambres de métiers et de l'artisanat et des chambres de commerce et d'industrie. Il est associé à la définition de la politique en matière de tourisme et de petites et moyennes entreprises.
Il est compétent pour le suivi et le soutien des activités de services à la personne.
Il est compétent pour le suivi et le soutien  à l'économie sociale et solidaire.

### Organisation
Pour mener à bien ses missions, les agents du ministère sont répartis au sein d'un réseau de directions, de directions générales, de services techniques centraux, de services à compétence nationale et de services déconcentrés.
En 2015, conjointement avec le ministre de l'Économie, de l'Industrie et du Numérique, le ministre de l’artisanat, du commerce et du tourisme a autorité sur la direction générale des Entreprises.
Conjointement avec les autres ministères économiques et financiers (ministre de l'économie, de l'industrie et du numérique, ministre des Finances et des Comptes publics), le ministre de l’artisanat, du commerce et du tourisme a autorité sur :
- le secrétariat général des ministères économiques et financiers.
- la direction des affaires juridiques des ministères économiques et financiers ;
- le Haut fonctionnaire de défense et de sécurité ;
- le médiateur des ministères économiques et financiers.
- le Conseil général de l'économie, de l'industrie, de l'énergie et des technologies.